# Adolph Coors II
Adolph Herman Joseph Coors, Jr. (12 januari 1884 – 28 juni 1970) was een Amerikaans zakenman. Hij was de zoon van Louisa Webber en Adolph Coors en de tweede president van Coors Brewing Company.

## Leven en carrière
Coors studeerde aan Cornell University, waar hij lid was van de Sphinx Head Society en Beta Theta Pi. Hij werd een talentvolle scheikundige die prominente posities in het familiebedrijf bekleedde. Hij trouwde met Alice May Kistler (1885–1970) uit Denver op 4 mei 1912. Het stel kreeg vier kinderen: Adolph Coors III (1915–1960), die in 1960 ontvoerd en vermoord werd; William K. Coors (1916), Joseph Coors (1917–2003), en May Louise Coors (1923–2008).
Adolph Coors II kwam zelf ook in aanraking met ontvoering in 1934. Paul Robert Lane, een voormalig droogleggingsinspecteur, bedacht samen met Clyde Culbertson en twee anderen een plan om Adolph voor $50.000 te ontvoeren. De politie van Denver ontdekte de plannen tijdens een onderzoek naar een groep autodieven. Adolph bood aan zichzelf te laten ontvoeren, zodat de politie de ontvoerders kon arresteren. Lane werd echter gearresteerd voor autodiefstal, waardoor de ontvoering verijdeld werd.
Adolph Coors Jr. stierf in 1970, hij was op dat moment 86 jaar oud.